# 죠죠의 기묘한 모험 (애니메이션)
|                    | 퍼스트                                                     | 세컨드                                                     | 서드                                                       | 포스                                                       |
| ------------------ | ---------------------------------------------------------- | ---------------------------------------------------------- | ---------------------------------------------------------- | ---------------------------------------------------------- |
| 비주얼 디렉터      | 소에지마 야스후미                                          |                                                            |                                                            |                                                            |
| 치프 연출          |                                                            | 카토 토시유키                                              | 타카무라 유타                                              |                                                            |
| 서브 캐릭터 디자인 | 마치다 신이치                                              | 마치다 신이치                                              | 이시모토 슌이치                                            |                                                            |
| 스탠드 디자인      |                                                            | 마치다 신이치                                              | 미무로 켄타                                                | 카타야마 타카히토                                          |
| 스탠드 디자인      | 코타 후미아키                                              |                                                            | 미무로 켄타                                                | 카타야마 타카히토                                          |
| 액션 작화 감독     |                                                            |                                                            | 미무로 켄타                                                | 카타야마 타카히토                                          |
| 카타야마 타카히토  | 이와사키 야스토시                                          |                                                            | 미무로 켄타                                                |                                                            |
| 프롭 디자인        | 마치다 신이치                                              | 호타니 유키토시                                            | 호타니 유키토시                                            | 호타니 유키토시                                            |
| 프롭 디자인        | 마치다 신이치                                              | 스기야마 료조                                              |                                                            |                                                            |
| 미술 감독          | 요시하라 슌이치로                                          | 요시하라 슌이치로                                          | 요시하라 슌이치로                                          | 요시하라 슌이치로                                          |
| 미술 감독          |                                                            |                                                            | 카토 메구미                                                |                                                            |
| 미술 설정          | 아오키 카오루                                              | 아오키 카오루                                              | 아오키 카오루                                              | 아오키 카오루                                              |
| 미술 설정          | 소에지마 야스후미                                          | 소에지마 야스후미                                          | 나가사와 쥰코                                              | 나가사와 쥰코                                              |
| 미술 설정          |                                                            |                                                            | 타키 레이키                                                |                                                            |
| 색채 설계          | 무라타 에리코                                              | 무라타 에리코                                              | 사토 유코                                                  | 사토 유코                                                  |
| 촬영 감독          | 야마다 카즈히로                                            | 야마다 카즈히로                                            | 야마다 카즈히로                                            | 야마다 카즈히로                                            |
| 3DCGI디렉터        | 히가키 켄이치                                              | 히가키 켄이치                                              |                                                            |                                                            |
| 편집               | 히로세 키요시                                              | 히로세 키요시                                              | 히로세 키요시                                              | 히로세 키요시                                              |
| 음향 감독          | 이와나미 요시카즈                                          | 이와나미 요시카즈                                          | 이와나미 요시카즈                                          | 이와나미 요시카즈                                          |
| 음악 제작          | 이매진(파트 1) 오피스 위드아웃 (파트 2)                    | 원 뮤직                                                    | 원 뮤직                                                    | 원 뮤직                                                    |
| 프로듀서           | 오오모리 히로유키, 모리 료스케, 후쿠다 쥰, 하야시 토시야스 | 오오모리 히로유키, 모리 료스케, 후쿠다 쥰, 하야시 토시야스 | 오오모리 히로유키, 모리 료스케, 후쿠다 쥰, 하야시 토시야스 | 오오모리 히로유키, 모리 료스케, 후쿠다 쥰, 하야시 토시야스 |
| 프로듀서           | 모리 료스케                                                | 모리 료스케                                                | 모리 료스케                                                | 스에요시 타카요시                                          |
| 프로듀서           | 후쿠다 쥰                                                  | 후쿠다 쥰                                                  | 후쿠다 쥰                                                  | 미야기 소챠                                                |
| 프로듀서           | 카지타 히로시(애니메이션)                                  |                                                            |                                                            |                                                            |
| 프로듀서           | 카사마 히사타카(라인)                                      |                                                            |                                                            |                                                            |

《죠죠의 기묘한 모험》(ジョジョの奇妙な冒険 조조노 기묘나 보켄[*])은 데이비드 프로덕션이 제작한 일본의 텔레비전 애니메이션 작품이다. 아라키 히로히코의 같은 이름의 만화를 원작으로 한다.
퍼스트 시즌은 2012년 10월부터 2013년 3월까지, 세컨드 시즌은 2014년 4월부터 9월까지, 그리고 2015년 1월부터 6월까지, 서드 시즌은 2016년 4월부터 12월까지 방송되었다. 포스 시즌은 2018년 10월부터 2019년 7월까지 방영되었다. 그리고 2021년 4월, 마침내 피브스 시즌(스톤 오션)의 애니화가 확정되어, 2022년 1월부터 방영 중이다.

## 등장인물
1부 - 팬텀 블러드
-죠나단 죠스타(파문 능력자, 1대 죠죠)
-디오 브란도(뱀파이어)
-스피드 왜건
-체페리(파문 능력자)
-에리나(죠나단의 아내)
2부 - 전투조류
-죠셉 죠스타(2대 죠죠,파문 능력자)
-스피드 왜건
-루돌 폰 슈트로하임
-리사리사(파문 능력자)
-카즈(흡혈귀 - 빛의 유법, 완전생물)
-와무우(흡혈귀 - 바람의 유법)
-에시디시(흡혈귀 - 열의 유법)
-산타나
-스모키
3부 - 스타더스트 크루세이더즈
-쿠죠 죠타로 - 스타 플레티나(3대 죠죠)
-죠셉 죠스타 - 허밋 퍼플(2대 죠죠)
-장 피에르 폴나레프 - 실버 채리엇
-무함마드 압둘 - 매지션즈 레드
-카쿄인 노리야키 - 하이에로펀트 그린
-이기(개) - 더 풀
-DIO - 더 월드
-엔야 할멈 - 저스티스
-바닐라 아이스 - 크림
4부 - 다이아몬드는 부서지지 않는다
-히가시타카 죠스케 - 크레이지 다이아몬드(4대 죠죠)
-죠셉 죠스타(2대 죠죠)
-쿠죠 죠타로 - 스타 플레티나(3대 죠죠)
-히로세 코이치 - 에코즈 act1~3
-니지무라 케이쵸 - 배드 컴퍼니
-니지무라 오쿠야스 - 더 핸드
-키시베 로한 - 헤븐즈 도어
-키라 요시카게 - 킬러퀸
-카와지리 코사쿠 - 킬러퀸,바이츠 더 더스트, 스트래이트 캣
5부 - 황금의 바람
-죠르노 죠바나 - 골드 익스피리언스, 골드 익스피리언스 레퀴엠(5대 죠죠)
-폴포 - 블랙 사바스
-부르노 부챠라티 - 스티키 핑거즈
-귀도 미스타 - 섹스 피스톨즈
-나란챠 길가 - 에어로스미스
-판나코타 푸고 - 퍼플 헤이즈
-리오네 아바키오 - 무디 블루스
-트리시 우나 - 스파이스 걸
-디아볼로 - 킹 크림슨
-리조토 네로- 메탈리카
-포르마조 - 리틀피트
-일루조 - 맨인 더 미러
-마리오 주케로 - 소프트 머신
-살레 - 크라프트 워크
-초콜라타 - 그린 데이
-세코 - 오아시스
-프로슈트 - 더 그레이트 풀 데드
-펫시 - 비치보이
-멜로네 - 베이비 페이스
-기아초 - 화이트앨범
-장 피에르 폴나레프 - 실버 체리엇(레퀴엠)

## 개요
원작의 파트 1 《팬텀 블러드》와 파트 2 《전투 조류》를 그린 퍼스트 시즌은 2012년 7월 5일 〈아라키 히로히코 원화전 죠죠전〉의 기자 발표회가 열릴 때 제작이 발표되었고 2012년 10월 5일부터 2013년 4월 5일까지 도쿄 MX, MBS, CBC, 도호쿠 방송, RKB 마이니치 방송, BS11에서 방송되었다. 전부 26화(제1부 9화 + 제2부 17화)였다. 당초에는 전부 24화로 예정되었지만 모두 담을 수 없다는 판단 하에 26화가 되었다. 과거에 OVA 또는 극장판 애니메이션으로 애니메이션화 된 적이 있으나 텔레비전 애니메이션화는 이것이 처음이다.
2014년 1월 1일, 2일, 3일 19시부터 21시 사이에 도쿄 MX에서 BD/DVD용 마스터를 베이스로 한 퍼스트 시즌 총집 편이 사흘 밤 연속으로 방송되었다. 이것은 애니맥스에서도 같은 해 2월 16일부터 3월 2일까지 매주 일요일 21시부터 23시 사이에 방송되었다.
원작의 파트 3 《스타더스트 크루세이더스》를 그린 세컨드 시즌 《죠죠의 기묘한 모험 스타더스트 크루세이더스》(ジョジョの奇妙な冒険 スターダストクルセイダース 조조노 기묘나 보켄 스타다스토 구루세이다스[*])은 2013년 10월 18일에 텔레비전 애니메이션판 공식 사이트를 비롯한 각 미디어에서 제작이 발표되었고, 분할 4쿨로 방송되며, 전반 2쿨은 2014년 4월부터 9월까지, 후반 2쿨 〈이집트 편〉은 2015년 1월부터 6월까지 방송되었다.
원작의 파트 4 《다이아몬드는 부서지지 않는다》를 그린 서드 시즌 《죠죠의 기묘한 모험 다이아몬드는 부서지지 않는다》(ジョジョの奇妙な冒険 ダイヤモンドは砕けない 조조노 기묘나 보켄 다이야몬도하 구다케나이[*])는 2015년 10월 24일 세컨드 시즌의 스페셜 이벤트 《더 라스트 크루세이더스》에서 제작이 발표되었고, 2016년 4월부터 방송 중이다. 이집트 편까지 방송하였던 CBC 텔레비전과 RKB 마이니치 방송이 제외되었다.
원작의 스핀오프 작품 《키시베 로한은 움직이지 않는다》는 서드 시즌의 블루레이 또는 DVD의 전권 구입자에게 줄 특전 DVD로써 OVA화하기로 발표되었다.

## 제작
츠다 나오카츠 디렉터를 비롯한 메인 스태프는 《죠죠》를 좋아하는 사람들로 고정되어 있다. 내레이션은 오오카와 토오루가 맡는다.
세컨드 시즌의 메인 스태프는 퍼스트 시즌과 같지만 캐릭터 디자인은 시미즈 타카코에서 퍼스트 시즌에서 작화 감독을 담당했던 코미코 마사히코로 변경되었다. 애니메이션 방송 전에 발매된 게임 《올 스타 배틀》로부터 성우진이 대폭 바뀌었고, 퍼스트 시즌부터 바뀌지 않아 온 DIO 역 코야스 타케히토 외, 쿠죠 죠타로 역 오노 다이스케, 테렌스 T. 다비 역 스와베 쥰이치가 게임에 이어서 출연하고 있다. 또한, 새로 죠셉 죠스타 역으로 기용된 이시즈카 운쇼 외, 야마구치 캇페이, 하야미 쇼, 키리모토 타쿠야 등 《올 스타 배틀》에 출연한 성우가 이 작품에서는 게임과 다른 캐릭터를 연기하며, 특히 하야미는 《죠죠의 기묘한 모험 미래를 위한 유산》 이후로 다시 바닐라 아이스 역을 연기했다.
서드 시즌은 애니메이션 방송 전에 발매된 게임 《올 스타 배틀》 및 《아이즈 오브 헤븐》으로부터 성우진이 다시 대폭 바뀌었으며, 현시점에서는 세컨드 시즌부터 이어서 출연하는 쿠죠 죠타로 역의 오노 다이스케, 늙은 죠셉 죠스타 역의 이시즈카 운쇼 외, 니지무라 오쿠야스 역의 타카기 와타루가 게임에서부터 이어서 출연한다. 이 시리즈에서는 주인공을 연기하는 성우가 처음으로 게임으로부터 변경되었으며, 게임판 주인공을 연기한 성우가 다른 역할로 캐스팅되었다. 《올 스타 배틀》과 《아이즈 오브 헤븐》에서 죠니 죠스타 역을 담당한 카지 유키가 이 작품에서는 히로세 코이치 역을 새로 담당한다.

## 작풍
원작 만화를 가능한 한 거의 충실하게 재현하고 있으며, 디오의 왼쪽 귀에 있는 점이나 파트 3부터 묘사되는 죠스타 일족의 승모근에 있는 별 모양의 멍 등, 원작에서 나중에 생긴 요소들을 앞뒤가 맞게 끼워맞춘 부분도 있다.
작품의 특징인 흉내말은 원작에 그려진 문자를 그대로 화면에 표시하여 표현함과 동시에 효과음으로도 연출하고 있다. 또한, 원작 파트 3 도중부터 각 화 마지막에 사용되는 화살표 〈TO BE CONTINUED〉가 제1화부터 사용되고 있다.
전반 종료 시 아이캐치는 종료 시의 장면이 정지하여 세피아 컬러(다른 색)으로 변화하여 로고 마크가 왼쪽 아래(아니면 오른쪽 아래)에 표시된다. 세컨드 시즌에서는 후반 파트 돌입 시에도 아이캐치가 도입되었으며 주로 스탠드 이미지와 스탠드 이름, 스탠드를 소유한 본체 이름이 표기된다. 서드 시즌도 세컨드 시즌과 같다.
엔딩 테마는 원작이 연재되었던 당시에 원작자 아라키가 들었던 서양 음악을 사용한다.

### 스토리 변경
파트 2의 에필로그에서는 애니메이션 오리지널 신이 추가되었다. 구체적으로 서술하면 원작에서 리사리사(엘리자베스 죠스타)가 죠셉에게 자기가 어머니라는 것을 밝힌 후에 리사리사가 죠셉과 수지 Q와 세 명이서 배를 타는 신, 에리나가 숨을 거두는 장면에서 증손인 홀리가 등장하는 신 등이 있다. 그 외에는 카즈를 대기권 밖으로 내쫓은 후, 지상으로 귀환한 죠셉이 수지 Q에게 간병받는 신이 있다. 반대로 생략된 신도 있으며, 파트 2에서 대스트레이초전에서의 브루트(브루링)의 등장 신이나, 리사리사가 적석을 걸고 빼돌린 후에 죠셉을 ‘바보 천치’라고 부르는 흡혈귀와의 대화 장면이 잘렸다. 제26화 마지막 몇 분에서는 파트 3의 첫 부분도 묘사되었다.
세컨드 시즌에서는 원작에서 알려지지 않았던 부분을 보완하기 위해 스토리 순서를 약간 변경하거나, 애니메이션 오리지널 신을 추가하였다. 구체적으로 서술하면, 제1화에서는 부활한 DIO가 언젠가 죠스타 일족(=죠나단의 자손들)이 자신을 토벌하러 쳐들어오는 것을 예견하는 장면에서는 죠나단 → 죠지(2세) → 죠셉(파트 2 시대의 모습에서 본편 Part 3로 변화한다) → 홀리 → 죠타로로 차례대로 흐르는 것, 러버 소울전에서의 카쿄인의 경위, 원작에서는 이름이 알려지지 않았던 가출 소녀가 ‘안’이라고 이름을 대는 것, 지지전 후에 홍콩으로 출발하는 그녀를 죠타로가 배웅하는 신, 원작에서는 종반에서 등장하는 수지 Q가 전반의 종반에 해당하는 여교황(하이프리에스테스)전의 직전으로 앞당겨서 나오는 것, 은두르전에서 부상 입은 카쿄인의 입원 신, 같은 시간축에서 일어난 머라이어전과 알레시전을 방관하는 이기의 시점, 종반의 대DIO전에서 카쿄인이 쓰러진 직후의 죠셉과 DIO와의 대화, 원작에서는 죠타로 & 죠셉과 폴나레프가 공항에서 헤어진 후 홀리의 의식이 돌아오는 장면에서 컷아웃이 되었지만, 그 후의 비행기 속에서 죠타로가 전에 함께 여행했던 동료들 전원의 집합 사진을 꺼내 그것을 지긋이 바라보는 죠셉의 장면이 추가되는 등이 있다.
서드 시즌에서는 죠스케의 스탠드명 : 크레이지 다이아몬드가 정식 명명된 것은 안젤로전 이후이며, 그때까지 원작에서는 〈스탠드명 : (???)〉이었지만, 애니메이션판에서는 제1화의 아이캐치 시점에서 이미 이름이 나온다.

### 표현의 변경
원작에 등장하는 나치 독일은 모두 독일군으로 바뀌어 있다. 때문에 나치 관련 대사도 따라서 내용이 변경되어 있다.
파트 2 종반에서 카즈가 궁극 생물로 변모하는 장면은, 원작에서는 슈트로하임을 포함하여 나치 병사 전원이 ‘자외선’을 일제히 발사하였지만, 텔레비전 애니메이션판에서는 대형 자외선 조사 장치 1대로 발사하는 묘사로 변경되었다.
텔레비전 방송판에서는 그로테스크 묘사를 실루엣 따위의 편집으로 규제하였지만, DVD, BD판에는 실루엣을 삭제한 무수정판을 수록한 것 말고도 본편 영상에 이펙트를 추가하거나 작화를 수정하였다. 또한, 그로테스크 묘사 규제와는 별개로 미성년자(죠타로)의 음주나 흡연 장면 생략 또는 입 주변을 그림자로 감추는 것, 외국 문화에 대하여 일본의 차별용어를 무난한 말로 치환하는 것(예 : ‘비렁뱅이’ → ‘거지’, ‘부랑자’ → ‘노숙자’) 등의 규제를 하였다.

## 평가
오프닝 영상을 제작한 카미카제 동화는 ‘3D 공간을 살려서 대담한 연출과 2D 애니메이션 캐릭터 표현을 융합’이 평가받아 세덱 어워즈 2013 비주얼 아츠 부문에서 우수상을 수상하였다.
세컨드 시즌 이집트 편 오프닝 테마 〈죠죠 그 피의 기억 ~엔드 오브 더 월드~〉는 제20회 애니메이션 고베상에서 주제가상을 수상하였다.
카쿄인이 체리를 먹을 때 내는 흉내말 같은 대사 ‘레로레로레로레로’는 2014년도 애니메이션 유행어 대상 금상(제1위)를 수상하였고, 폴나레프가 DIO에게서 받은 스탠드 능력을 죠타로 일행에게 설명하였을 때의 대사 ‘이… 있는 그대로 지금 일어난 일을 말하겠어!’는 2015년도 애니메이션 유행어 대상 금상(제1위)를 수상하였다.

## 주제가
퍼스트 시즌
오프닝 테마
〈죠죠 ~그 피의 운명~〉(ジョジョ 〜その血の運命〜 조조 소노 지노 사다메[*], 파트 1 〈제2화 - 제9화〉)
작사 - 후지바야시 쇼코 / 작곡 - 타나카 코헤이 / 편곡 - 오오타니 코 / 노래 - 토미나가 토미 히로아키
원작 만화의 파트 1에서 파트 6 사이의 칸이 차례로 나오며, 죠나단이 얼굴에 왼손을 가까이 하다가 휘두르면 로고가 나온다. 죠나단과 디오가 처음 만나고 죠스타 저택의 모습이 보인다. 에리나가 디오에게 입술을 빼앗기고 그것에 격분한 죠나단이 디오를 때리려 한다. 피가 튄 돌가면이 작동하고 디오가 그것을 쓰자 경찰 몇 명이 디오에게 총을 발포한다. 흡혈귀가 된 디오가 불타오르는 죠스타 저택의 벽을 걸어 올라간다. 원작 몇 컷으로 디오의 지금까지의 경위가 그려지고, 그 후 죠스타 저택에서 파문 수행을 얻은 죠나단이 계단 아래에서 위를 바라본다. 왕좌에 앉아 돌가면을 한손으로 들고 디오가 있는 곳으로 계단을 뛰어 오른다. 두 명의 인연이 원작 몇 컷으로 묘사되고 죠나단이 파문을 담은 일격을 날린다. 그것에 반격하여 기화 냉동법으로 대항하는 디오와의 승부가 결정나려는 찰나에 장면이 바뀌고 돌가면이 바닷속에 가라앉으며 끝난다.
제26화는 삽입곡으로 사용하였다. 제26화에 사용되었을 때에는 2 코러스째가 사용되었다. 또한 오프닝판은 1코러스째이다.
영상 소프트판 제9화에서만 SE가 추가되었다.
〈블러디 스트림〉(BLOODY STREAM 부랏데이 스토리무[*], 파트 2 〈제11화 - 제16화, 제19화 - 제25화〉)
작사 - 코다마 사오리 / 작곡, 편곡 - 오오모리 토시유키 / 노래 - 코다
비석에 묻혀 있는 타이틀 로고와 죠셉이 싸우기 위한 옷을 차려 입는 모습이 나오고, 타이틀 로고가 비석 안쪽에서 밖으로 밀려 나온다. 실루엣으로 보이는 죠셉, 기둥 속 사내, 주요 인물이 그려진 한 컷이 차례로 묘사되고, 실루엣으로 보이는 리사리사, 시저, 그리고 죠셉과 시저가 서로 수행하는 묘사가 나오고, 부분적으로 실루엣이 실사로 바뀐다. 리사리사의 서비스컷이 나오고, 에이자의 붉은 돌이 진자 운동을 하고, 그것을 손에 넣으려 하고 사람들이 손을 뻗는다. 다시 앞에 나온 것과 다른 주요 인물의 한 컷이 차례로 그려지고, 와무우가 ‘바람의 유법’, 에시디시가 ‘괴염왕의 유법’, 카즈가 ‘빛의 유법’을 차례로 발동하는 묘사가 나오고, 보름달을 뒤로 한 기둥 속의 사내 앞에 죠셉과 시저가 마주선다. 궁극 생물이 된 카즈에게 새벽의 태양이 떠오른다. 죠셉과 시저의 수행 장면이 실루엣과 실사로 번갈아 그려지고, 시저의 유품이 된 머리끈을 감고 밤하늘을 향해 포효하는 죠셉이 나온다. 밤하늘에 별똥별이 지나고, 처음에 나온 비석에 묻혀 있는 타이틀 로고를 뒤로하고 에이자의 붉은 돌이 발광하는 장면에서 끝난다.
제26화에서는 엔딩 테마로 사용되었다.
제25화에서만 효과음이 추가되었다.

엔딩 테마
〈라운드어바웃〉(ROUNDABOUT 라운드어바우트[*], 제1화 - 제2화, 제4화 - 제19화, 제22화 - 제25화)
작사, 작곡 - 존 앤더슨, 스티브 하우 / 노래, 연주 - 예스
각 화마다 원곡의 적당한 위치부터 노래가 시작한다.
파트 1(제9화 이전)에서는 고대 유적 같은 배경에서 붉은 물(혈액)이 오른쪽에서 왼쪽으로 스크롤하여 강을 따라 흐르는 것 말고도, 파트 1에서의 각 등장인물을 그린 묘사가 나오며, 마지막에는 돌가면이 흔들리면서 눈 부분이 붉게 발광한다. 파트 2(제10화 이후)부터는 파워 1까지의 클로징 신에서 놓여 있던 돌가면이 산산조각이 나 날아가는 신으로 시작하고, 아래에서부터 위로 스크롤하여 파트 2에서의 각 등장인물이 묘사되며, 마지막에는 에이자의 붉은 돌이 발광한다.

세컨드 시즌
오프닝 테마
〈스탠드 프라우드〉(STAND PROUD 스탄도 푸라우도[*], 제2화 - 제10화, 제12화 - 제24화)
작사 - 후지모리 세이코 / 작곡 - 와카바야시 타카츠구 / 편곡 - 젠타 / 노래 - 하시모토 진
붉은 별(★)이 화면 중앙에서 줌업하여, 파트 1의 주인공 죠나단, 파트 2의 주인공 죠셉, 그리고 본편(=파트 3)의 주인공 죠타로가 차례로 등장하고, 죠타로의 스탠드 : 스타 플래티나가 한 번 사용되고 타이틀 로고가 나온다. 밤하늘의 붉은 달에서 다섯 개의 별똥별이 아래로 흘러 지구 표면으로 떨어진다. 어두운 계단 위에 죠나단의 육체를 빼앗아 부활인 DIO가 등장하고, 스타 플래티나의 능력으로 DIO가 있는 곳을 알아챈 죠타로와 죠셉과 압둘이 나온다. 죠타로, 죠셉, 압둘, 카쿄인, 폴나레프 다섯 명이 화면 속으로 걸어 가는 장면에서 배경이 사막, 도로, 거리, 돌길로 변화한다. 왼쪽 끝에서 폴나레프, 압둘, 카쿄인, 죠타로, 죠셉의 옆 모습이 흘러간다. 밤의 사막에 왼쪽 끝에서 점프하는 폴나레프, 안쪽에 죠셉과 압둘, 앞쪽에서 죠타로와 카쿄인이 있는다. 밤하늘 아래에 죠셉과 압둘, 새벽 하늘에 안쪽에서 폴나레프, 카쿄인, 죠타로, 죠셉, 압둘이 나온다. 스탠드에 고통 받는 홀리, 리사리사, 수지 Q, 죠지(2세), 파트 1 마지막의 디오의 머리를 안은 죠나단, 죠지(1세), 몸을 굽혀 머리를 숙이고 있는 죠타로가 일어나서 왼쪽을 향해 스타 플래티나를 발동한다. DIO가 스탠드 : 더 월드(세계)를 발동한다. 죠셉이 스탠드 : 허밋 퍼플, 압둘이 스탠드 : 매지션즈 레드, 카쿄인이 스탠드 : 하이어로팬트 그린, 폴나레프가 스탠드 : 실버 채리엇, 그리고 죠타로가 스탠드 : 스타 플래니타를 각자 발동하여 오라오라 러시를 반복하고, 그것에 이어서 죠셉, 압둘, 폴나레프, 카쿄인 순서로 각자 스탠드를 구사하여 공격을 한다. 파트 1에서의 죠나단이 숨을 거둔다. 파트 2에서의 죠셉이 시저의 유품인 머리띠를 묶는다. 그것에 이어서 죠타로의 얼굴이 보인다. 파트 1에서의 죠스타 저택을 뒤로 하여 타롯 카드가 화면과 함께 회전하고, 그 후에 스탠드를 취한 죠타로와 실루엣으로 보이는 DIO가 스탠드를 취하고, 죠타로의 스탠드 : 스타 플래니타가 발동한다. 밤하늘을 배경으로 죠타로가 모자의 챙을 고치고, 죠타로의 스탠드 : 스타 플래티나가 오른손 주먹에서 발동되고 그것에 이어서 오라오라 러시를 반복하고, 스타 플래티나를 쓰는 오른 주먹이 유리를 깨는 장면으로 끝난다.
제24화에서만 효과음이 추가되었고, 제24화, 제39화의 삽입곡으로 사용되었다.
〈죠죠 그 피의 기억 ~엔드 오브 더 월드~〉(ジョジョ その血の記憶〜end of THE WORLD〜 조조 소노 지노 기오쿠 엔도 오부 자 와루도[*], 제25화 - 제34화, 제36화 - 제39화, 제41화 - 제48화)
작사 - 후지모리 세이코 / 작곡 - 타나카 코헤이 / 편곡 - 타나카 코헤이, 무라세 야스히사 / 노래 - 죠☆스타즈 ~토미, 코다, 진~(토미나가 토미 히로아키, 코다, 하시모토 진)
제48화에서만 효과음이 추가되어, 중반쯤에 실루엣이지만, DIO죠셉과 카쿄인, 죠타로에게 공격하는 묘사가 나온다.
또한 제47화, 제48화의 종반에서는 DIO가 세계(더 월드)로 시간을 멈추는 연출이 명확하게 묘사되었고, 죠타로와 주먹 러시를 전개하는 연출이 추가되었다. 그리고 이 추가 연출 부분은 제47화, 제48화 모두 효과음 및 죠타로와 DIO의 기합 소리(오라오라, 무다무다)가 들어가 있다.

엔딩 테마
〈스타더스트 크루데이더스〉(スターダストクルセイダース 스타다스토 구루세이다스[*], 제2화)
작곡 - 칸노 유고
극중 삽입곡을 엔딩용으로 편집한 것.
〈워크 라이크 언 이집션〉(Walk Like an Egyptian 워크 라이크 언 이집션[*], 제3화 - 제24화)
작사, 작곡 - L. 스턴버그 / 노래, 연주 - 뱅글스
〈라스트 트레인 홈〉(Last Train Home 라스트 트레인 홈[*], 제25화 - 제26화, 제28화 - 제35화, 제38화 - 제40화, 제42화 - 제44화, 제46화, 제48화)
작사, 작곡 - 팻 메시니 / 노래, 연주 - 팻 메시니 그룹
제34화, 제45화에서만 코러스가 사용되었다.
〈악역◇협주곡〉(アク役◇協奏曲 아쿠야쿠 교소쿄쿠[*], 제27화, 제36화, 제37화)
작사 - 타나시 유메타로 / 작곡, 편곡 - 칸노 유고 / 노래 - 오잉고(야스무라 마코토, 제27화), 홀 호스(키우치 히데노부, 제36화, 제37화), 보잉고(쿠마이 모토코)
제27화는 〈악역◇협주곡 ~오잉고와 보잉고〉, 제36화, 제37화는 〈악역◇협주곡 ~홀 호스와 보잉고~〉라고 엔드 크레딧에서 표기가 다르게 되어 있다.

서드 시즌
오프닝 테마
〈크레이지 노이지 비자 타운〉(Crazy Noisy Bizarre Town 구레지 노이지 비자루 다운[*], 제2화 - )
작사 - 코다마 사오리 / 작곡 - 오다 카즈소 / 편곡 - 마카로니☆ / 노래 - 더 두(시로타 쥰, 와다 타이스케, 제이티)
엔딩 테마
〈아이 원트 유〉(I WANT YOU 아이 원트 유[*], 제2화 - )
작사 - 대런 스탠리 헤이스 / 작곡 - 대니얼 존스 / 노래, 연주 - 새비지 가든

## 각 화 목록

### 퍼스트 시즌
| 화 수              | 원어 부제                                            | 번역 부제                | 각본               | 그림 콘티                      | 연출                           | 작화 감독                                                                               | 원작                                          |
| 파트 1 팬텀 블러드 | 파트 1 팬텀 블러드                                   | 파트 1 팬텀 블러드       | 파트 1 팬텀 블러드 | 파트 1 팬텀 블러드             | 파트 1 팬텀 블러드             | 파트 1 팬텀 블러드                                                                      | 파트 1 팬텀 블러드                            |
| ------------------ | ---------------------------------------------------- | ------------------------ | ------------------ | ------------------------------ | ------------------------------ | --------------------------------------------------------------------------------------- | --------------------------------------------- |
| 제1화              | 侵略者ディオ 신랴쿠샤 데이오[*]                      | 침략자 디오              | 코바야시 야스코    | 츠다 나오카츠                  | 오쿠노 코타                    | 요코야마 켄지, 카도 토모아키, 타카노리 요코, 이시카와 신고                              | 제1권 제1화(제1화) - 제5화(제5화)             |
| 제2화              | 過去からの手紙 가코카라노 데가미[*]                  | 과거로부터의 편지        | 코바야시 야스코    | 카토 토시유키                  | 카토 토시유키                  | 코타니 쿄코, 아키타 마나부                                                              | 제1권 제6화(제6화) - 제2권 제3화(제11화)      |
| 제3화              | ディオとの青春 데이오토노 세이슌[*]                  | 디오와의 청춘            | 코바야시 야스코    | 히가시데 후토시                | 히가시데 후토시                | 호타니 유키토시, 오자와 마도카                                                          | 제2권 제3화(제11화) - 제9화(제17화)           |
| 제4화              | 波紋疾走 오바 도라이부[*]                            | 오버 드라이브            | 야스카와 쇼고      | 아베 마사시                    | 아베 마사시                    | 코바야시 토시미츠, 야마무라 슌료                                                        | 제2권 제9화(제17화) - 제3권 제6화(제23화)     |
| 제5화              | 暗黒の騎士達 안코쿠노 기시타치[*]                    | 암흑의 기사들            | 후데야스 카즈유키  | 타키자와 토시후미              | 요네다 미츠히로, 에조에 히토미 | 마스다 토시히코                                                                         | 제3권 제7화(제24화) - 제4권 제1화(제28화)     |
| 제6화              | あしたの勇気 아시타노 유키[*]                        | 내일의 용기              | 후데야스 카즈유키  | 요시다 타이조                  | 우치다 신고                    | 타케모토 다이스케                                                                       | 제4권 제2화(제29화) - 제7화(제34화)           |
| 제7화              | うけ継ぐ者 우케쓰구 모노[*]                          | 이어받는 자              | 야스카와 쇼고      | 카토 토시유키                  | 카토 토시유키                  | 츠쿠마 타케노리, 카도 토모아키                                                          | 제4권 제7화(제34화) - 제9화(제36화)           |
| 제8화              | 血戦！JOJO&DIO 겟센 조조 안도 데이오[*]              | 결전! 죠죠 앤드 디오     | 코바야시 야스코    | 타키자와 토시후미              | 후지모토 지로                  | 코미노 마사히토                                                                         | 제4권 제10화(제37화) - 제5권 제4화(제41화)    |
| 제9화              | 最後の波紋！ 사이고노 하몬[*]                        | 마지막 파문!             | 코바야시 야스코    | 스즈키 켄이치                  | 스즈키 켄이치                  | 아키타 마나부, 마치다 신이치                                                            | 제5권 제4화(제41화) - 제7화(제44화)           |
| 파트 2 전투 조류   |                                                      |                          |                    |                                |                                |                                                                                         |                                               |
| 제10화             | ニューヨークのジョジョ 뉴요쿠노 조조[*]              | 뉴욕의 죠죠              | 코바야시 야스코    | 요시다 타이조                  | 마지마 타카히로                | 요코야마 켄지, 오타니 안즈                                                              | 제5권 제8화(제45화) - 제6권 제2화(제49화)     |
| 제11화             | ゲームの達人 게무노 다쓰진[*]                        | 게임의 달인              | 이노츠메 신이치    | 코메타 미츠히로                | 코메타 미츠히로                | 호타니 유키토시, 오자와 마도카, 카도 토모아키, 신형우                                   | 제6권 제2화(제49화) - 제6화(제53화)           |
| 제12화             | 柱の男 하시라노 오토코[*]                            | 기둥 속 사내             | 후데야스 카즈유키  | 니시모토 유키오                | 니시모토 유키오                | 아카오 료타로, 마스다 토시히코                                                          | 제6권 제6화(제53화) - 제10화(제57화)          |
| 제13화             | JOJO vs. 究極生物 조조 바사스 규쿄쿠 세이부쓰[*]     | 죠죠 VS 궁극 생물        | 야스카와 쇼고      | 히가시데 후토시                | 미나미 야스히로, 스즈키 켄이치 | 코미노 마사히코, 신형우, 요코야마 켄지, 아오이 키요토시, 무라지 아키히데, 카도 토모아키 | 제7권 제1화(제58화) - 제4화(제61화)           |
| 제14화             | 太古から来た究極戦士 다이코카라 기타 규쿄쿠 센시[*]  | 태고에서 온 궁극 전사    | 야스카와 쇼고      | 카토 토시유키                  | 카토 토시유키                  | 츠쿠마 타케노리, 코노 신야                                                              | 제7권 제5화(제62화) - 제9화(제66화)           |
| 제15화             | ヒーローの資格 히로노 시카쿠[*]                      | 히어로의 자격            | 야스카와 쇼고      | 요시다 타이조                  | 사사키 마사야                  | 세키자키 타카아키                                                                       | 제7권 제9화(제66화) - 제8권 제3화(제70화)     |
| 제16화             | 波紋教師リサリサ 하몬 교시 리사리사[*]               | 파문 교사 리사리사       | 후데야스 카즈유키  | 토고시 코타로                  | 토고시 코타로                  | 마치다 신이치, 아키타 마나부                                                            | 제8권 제4화(제71화) - 제8화(제75화)           |
| 제17화             | 深く罠をはれ！ 후카쿠 와나오 하레[*]                 | 깊게 함정을 파라!        | 후데야스 카즈유키  | 요시다 타이조                  | 타카무라 유타                  | 타카하시 아키라                                                                         | 제8권 제8화(제75화) - 제9권 제4화(제81화)     |
| 제18화             | シュトロハイム隊の逆襲 슈토로하이무 다이노 갸쿠슈[*] | 슈트로하임 부대의 역습   | 이노츠메 신이치    | 우치다 신고                    | 우치다 신고, 코메타 미츠히로   | 요코야마 켄지, 오자와 마도카, 호타니 유키토시, 신형우, 오타니 안즈                      | 제9권 제4화(제81화) - 제7화(제84화)           |
| 제19화             | 死の崖へつっ走れ 시노 가게헤 씃파시레[*]             | 죽음의 절벽으로 질주하라 | 이노츠메 신이치    | 아베 마사시                    | 아베 마사시                    | 시키시마 히로히데, 모리타 미노리                                                        | 제9권 제7화(제84화) - 제10권 제2화(제88화)    |
| 제20화             | シーザー孤独の青春 시자 고도쿠노 세이슌[*]           | 시저의 고독한 청춘       | 코바야시 야스코    | 카토 토시유키                  | 카토 토시유키                  | 아키타 마나부, 코미노 마사히토, 시로이시 타츠야(이펙트)                                 | 제10권 제2화(제88화) - 제7화(제93화)          |
| 제21화             | 100対2のかけひき 햐쿠 다이 니노 가케히키[*]          | 100대 2의 흥정           | 야스카와 쇼고      | 에조에 히토미, 니시모토 유키오 | 에조에 히토미                  | 츠쿠마 타케노리, 아시야 코헤이 코노 신야, 장익                                          | 제10권 제8화(제94화) - 제11권 제2화(제97화)   |
| 제22화             | 真の格闘者 신노 가쿠토샤[*]                          | 진정한 격투가            | 이노츠메 신이치    | 미사와 신                      | 나카야마 나오미                | 하라 슈이치, 테라이 요시후미                                                            | 제11권 제3화(제98화) - 제8화(제103화)         |
| 제23화             | 風にかえる戦士 가제니 가에루 센시[*]                 | 바람으로 돌아간 전사     | 후데야스 카즈유키  | 요시다 타이조                  | 후지모토 지로                  | 카도 토모아키, 신형우                                                                   | 제11권 제8화(제103화) - 제12권 제2화(제106화) |
| 제24화             | JOJOを結ぶ絆 조조오 무스부 기즈나[*]                 | 죠죠를 잇는 인연         | 코바야시 야스코    | 오오세도 사토시                | 오오세도 사토시                | 호타니 유키토시, 요코야마 켄지                                                          | 제12권 제3화(제107화), 제4화(제108화)         |
| 제25화             | 超生物の誕生!! 조세이부쓰노 단조[*]                  | 초생물의 탄생!!          | 코바야시 야스코    | 스즈키 켄이치                  | 스즈키 켄이치                  | 아키타 마나부, 마치다 신이치, 코바야시 료, 오타니 안즈 시라이시 타츠야(이펙트)          | 제12권 제5화(제109화) - 제7화(제111화)        |
| 제26화             | 神となった男 가미토 낫타 오토코[*]                   | 신이 된 사나이           | 코바야시 야스코    | 카토 토시유키                  | 카토 토시유키                  | 시미즈 타카코                                                                           | 제12권 제7화(제111화) - 제9화(제113화)        |

### 세컨드 시즌 《스타더스트 크루세이더스》
| 화 수          | 원어 부제                                                                                       | 번역 부제                      | 각본              | 그림 콘티                    | 연출                                              | 작화 감독 | 원작                                                          |
| 전반           | 전반                                                                                            | 전반                           | 전반              | 전반                         | 전반                                              | 전반 | 전반                                                          |
| -------------- | ----------------------------------------------------------------------------------------------- | ------------------------------ | ----------------- | ---------------------------- | ------------------------------------------------- | --- | ------------------------------------------------------------- |
| 제1화          | 悪霊にとりつかれた男 아쿠레이니 도리쓰카레타 오토코[*]                                          | 악령 들린 사나이               | 코바야시 야스코   | 츠다 나오카츠                | 츠다 나오카츠                                     | 코미노 마사히코 | 제12권 제10화(제114화) - 제13권 제4화(제118화)                |
| 제2화          | 裁くのは誰だ!? 사바쿠노하 다레다[*]                                                             | 심판하는 건 누구인가?!         | 코바야시 야스코   | 츠다 나오카츠                | 타카무라 유타                                     | 요코야마 켄지, 토키와 켄타로 | 제13권 제4화(제118화) - 제7화(제121화)                        |
| 제3화          | DIOの呪縛 데이오노 주바쿠[*]                                                                    | 디오의 저주                    | 코바야시 야스코   | 카토 토시유키                | 카토 토시유키                                     | 신형우 | 제13권 제7화(제121화) - 제9화(제123화)                        |
| 제4화          | 灰の塔 다와 오부 구레[*]                                                                        | 타워 오브 그레이               | 야스카와 쇼고     | 요시다 타이조                | 후지모토 지로                                     | 세키자키 타카아키, 아시야 코헤이 | 제13권 제9화(제123화) - 제14권 제1화(제124화)                 |
| 제5화          | 銀の戦車 시루바 자리오쓰[*]                                                                     | 실버 채리엇                    | 코바야시 야스코   | 스즈키 켄이치                | 스즈키 켄이치                                     | 이시모토 슌이치 | 제14권 제2화(제125화) - 제4화(제127화)                        |
| 제6화          | 暗青の月 다쿠 부루 문[*]                                                                        | 다크 블루 문                   | 이노츠메 신이치   | 오구라 히로후미              | 오구라 히로후미                                   | 미무로 켄타, 호타니 유키토시 | 제14권 제4화(제127화) - 제7화(제130화)                        |
| 제7화          | 力 스토렌구스[*]                                                                                | 스트렝스                       | 후데야스 카즈유키 | 코메타 미츠히로              | 코메타 미츠히로                                   | 신형우, 츠쿠마 타케노리 | 제14권 제7화(제130화) - 제15권 제1화(제133화)                 |
| 제8화          | 悪魔 데비루[*]                                                                                  | 데블                           | 이노츠메 신이치   | 소에지마 야스후미            | 소에지마 야스후미                                 | 요코야마 켄지, 세키자키 타카아키, 토키와 켄타로, 이토 키미타카, 니시무라 아야                                                                            | 제15권 제1화(제133화) - 제4화(제136화)                        |
| 제9화          | 黄の節制 이에로 덴파란스[*]                                                                     | 옐로 템퍼런스                  | 후데야스 카즈유키 | 아베 마사시                  | 후지모토 지로, 에조에 히토미                      | 이토이 메구미, 요코야마 켄지, 호타니 유키토시, 니시무라 아야, 이시모토 슌이치, 세키자키 타카아키, 코바야시 료, 아시야 코헤이, 이토 키미타카, 모리 유키코 | 제15권 제4화(제136화) - 제7화(제139화)                        |
| 제10화         | 皇帝と吊られた男 その1 엔페라토 한구도만 소노 이치[*]                                           | 엠퍼러 & 행드맨 1              | 코바야시 야스코   | 카토 토시유키                | 카토 토시유키                                     | 이시모토 슌이치, 최희은 | 제15권 제8화(제140화) - 제10화(제142화)                       |
| 제11화         | 皇帝と吊られた男 その2 엔페라토 한구도만 소노 니[*]                                             | 엠퍼러 & 행드맨 2              | 코바야시 야스코   | 카토 토시유키                | 마치타니 슌스케, 카토 토시유키                    | 야마모토 아키히로, 미무로 켄타, 키노시타 유이, 토쿠다 히로타카, 호타니 유키토시                                                                          | 제16권 제1화(제143화) - 제4화(제146화)                        |
| 제12화         | 女帝 엔푸레스[*]                                                                                | 엠프리스                       | 야스카와 쇼고     | 오오세도 사토시              | 오오세도 사토시                                   | 신형우, 최희은 | 제16권 제5화(제147화) - 제7화(제149화)                        |
| 제13화         | 運命の車輪 호우이루 오부 후오춘[*]                                                              | 휠 오브 포춘                   | 야스카와 쇼고     | 나카하라 레이                | 타마무라 진                                       | 나카야 사토루, 이시모토 슌이치, 니시무라 아야, 이토 키미타카, 스즈키 칸타, 미무로 켄타(메카)                                                             | 제16권 제8화(제150화) - 제17권 제2화(제154화)                 |
| 제14화         | 正義 その1 자스테이스 소노 이치[*]                                                              | 저스티스 1                     | 이노츠메 신이치   | 오구라 히로후미              | 야마다 히로카즈                                   | 나리마츠 요시토, 나카자와 유이치 | 제17권 제2화(제154화) - 제5화(제157화)                        |
| 제15화         | 正義 その2 자스테이스 소노 니[*]                                                                | 저스티스 2                     | 이노츠메 신이치   | 오구라 히로후미              | 오구라 히로후미                                   | 요코야마 켄지, 세키자키 타카아키, 토키와 켄타로 | 제17권 제5화(제157화) - 제8화(제160화)                        |
| 제16화         | 恋人 その1 라바즈 소노 이치[*]                                                                  | 러버즈 1                       | 후데야스 카즈유키 | 요시다 타이조                | 마치타니 슌스케, 에조에 히토미                    | 사이토 다이스케, 오다 마유미, 호타니 유키토시, 신형우 | 제17권 제8화(제160화) - 제18권 제1화(제163화)                 |
| 제17화         | 恋人 その2 라바즈 소노 니[*]                                                                    | 러버즈 2                       | 후데야스 카즈유키 | 후지모토 지로                | 후지모토 지로                                     | 최희은, 이은영, 신형우 | 제18권 제1화(제163화) - 제3화(제165화)                        |
| 제18화         | 太陽 산[*]                                                                                      | 선                             | 츠다 나오카츠     | 츠다 나오카츠                | 소에지마 야스후미                                 | 코바야시 료, 나카야 사토루, 와타나베 하루 | 제18권 제4화(제166화), 제5화(제167화)                         |
| 제19화         | 死神13 その1 데스 사테인 소노 이치[*]                                                           | 데스 서틴 1                    | 야스카와 쇼고     | 카토 토시유키                | 카토 토시유키                                     | 오타니 안즈, 요코야마 켄지, 세키자키 타카아키, 토키와 켄타로, 오다 히로야스(메카)                                                                        | 제18권 제6화(제168화) - 제8화(제170화)                        |
| 제20화         | 死神13 その2 데스 사테인 소노 이치[*]                                                           | 데스 서틴 2                    | 야스카와 쇼고     | 카토 토시유키                | 츠다 나오카츠, 요시카와 시가츠                    | 이시모토 슌이치, 키노시타 유이 | 제18권 제9화(제171화) - 제19권 제3화(제174화)                 |
| 제21화         | 審判 その1 잣지멘토 소노 이치[*]                                                                | 저지먼트 1                     | 코바야시 야스코   | 요시다 타이조                | 타카무라 유타                                     | 니시무라 아야, 이토 키미타카 | 제19권 제3화(제174화) - 제5화(제176화)                        |
| 제22화         | 審判 その2 잣지멘토 소노 니[*]                                                                  | 저지먼트 2                     | 코바야시 야스코   | 소에지마 야스후미            | 에조에 히토미, 스즈키 켄이치                      | 하시모토 히데키, 키노시타 유이, 장민호, 유민지, 코바야시 료, 아시야 코헤이, 이토이 메구미, 니시무라 아야                                                 | 제19권 제5화(제176화) - 제8화(제179화)                        |
| 제23화         | 女教皇 その1 하이 푸리에스테스 소노 이치[*]                                                     | 하이 프리스티스 1              | 이노츠메 신이치   | 오오세도 사토시              | 오오세도 사토시                                   | 신형우, 이은영, 이시모토 슌이치, 와타나베 하루 | 제19권 제8화(제179화), 제9화(제180화)                         |
| 제24화         | 女教皇 その2 하이 푸리에스테스 소노 니[*]                                                       | 하이 프리스티스 2              | 이노츠메 신이치   | 츠다 나오카츠                | 마치타니 슌스케, 츠다 나오카츠                    | 나카야 사토루, 토키와 켄타로, 오다 마유미, 오타니 안즈, 세키자키 타카아키, 요코야마 켄지, 호타니 유키토시                                                | 제19권 제10화(제181화) - 제20권 제2화(제183화)                |
| 후반 이집트 편 |                                                                                                 |                                |                   |                              |                                                   | |                                                               |
| 제25화         | 「愚者」のイギーと「ゲブ神」のンドゥール その1 자 후루노 이기토 게부 신노 은도우루 소노 이치[*] | ‘더 풀’ 이기와 ‘게브’ 은두르 1 | 코바야시 야스코   | 스즈키 켄이치                | 스즈키 켄이치                                     | 이토이 메구미, 토키와 켄타로, 아시야 코헤이 | 제20권 제2화(제183화) - 제5화(제186화)                        |
| 제26화         | 「愚者」のイギーと「ゲブ神」のンドゥール その2 자 후루노 이기토 게부 신노 은도우루 소노 니[*]   | ‘더 풀’ 이기와 ‘게브’ 은두르 2 | 코바야시 야스코   | 카토 토시유키                | 마모리 타이스케, 카토 토시유키                    | 신형우, 이은영, 최희은 | 제20권 제5화(제186화) - 제8화(제189화)                        |
| 제27화         | 「クヌム神」のオインゴと「トト神」のボインゴ 구누무 신노 오인고토 도토 신노 보인고[*]           | ‘크눔’ 오잉고, ‘토트’ 보잉고   | 후데야스 카즈유키 | 츠다 나오카츠                | 에조에 히토미                                     | 신형우, 이은영, 최희은 | 제20권 제8화(제189화) - 제21권 제1화(제192화)                 |
| 제28화         | 「アヌビス神」 その1 아누비스 신 소노 이치[*]                                                   | 아누비스 1                     | 이노츠메 신이치   | 후지모토 지로                | 후지모토 지로                                     | 이시모토 슌이치 | 제21권 제2화(제193화) - 제4화(제195화)                        |
| 제29화         | 「アヌビス神」 その2 아누비스 신 소노 니[*]                                                     | 아누비스 2                     | 이노츠메 신이치   | 카토 토시유키                | 카토 토시유키                                     | 요코야마 켄지, 세키자키 타카아키 | 제21권 제4화(제195화) - 제7화(제198화)                        |
| 제30화         | 「バステト女神」のマライア その1 바스테토 조신노 마라이아 소노 이치[*]                          | ‘바스테트’ 머라이어 1          | 야스카와 쇼고     | 카와츠라 신야                | 요시카와 시가츠                                   | 나카야 사토루, 호타니 유키토시, 오타니 안즈, 키노시타 유이, 오다 마유미                                                                                  | 제21권 제8화(제199화) - 제10화(제201화)                       |
| 제31화         | 「バステト女神」のマライア その2 바스테토 조신노 마라이아 소노 니[*]                            | ‘바스테트’ 머라이어 2          | 야스카와 쇼고     | 요시다 타이조                | 타카무라 유타                                     | 호타니 유키토시, 니시무라 아야, 이토 키미타카 | 제22권 제1화(제202화) - 제3화(제204화)                        |
| 제32화         | 「セト神」のアレッシー その1 세토 신노 아렛시 소노 이치[*]                                      | ‘세트’ 알레시 1                | 후데야스 카즈유키 | 요시다 타이조                | 후지타 켄타로                                     | 하시모토 코헤이, 미나미 신이치로, 미우라 하루키 | 제22권 제4화(제205화) - 제6화(제207화)                        |
| 제33화         | 「セト神」のアレッシー その2 세토 신노 아렛시 소노 니[*]                                        | ‘세트’ 알레시 2                | 후데야스 카즈유키 | 소에지마 야스후미            | 소에지마 야스후미                                 | 나카무라 미유키, 와타나베 하루 | 제22권 제6화(제207화) - 제8화(제209화)                        |
| 제34화         | ダービー・ザ・ギャンブラー その1 다비 자 갼부라 소노 이치[*]                                    | 다비 더 갬플러 1               | 야스카와 쇼고     | 츠다 나오카츠, 후유 단       | 타카무라 유타                                     | 이토이 메구미, 아시야 코헤이, 야마모토 아키히로, 나카야 사토루                                                                                           | 제23권 제1화(제211화) - 제3화(제213화)                        |
| 제35화         | ダービー・ザ・ギャンブラー その2 다비 자 갼부라 소노 니[*]                                      | 다비 더 갬플러 2               | 야스카와 쇼고     | 츠다 나오카츠, 에조에 히토미 | 에조에 히토미                                     | 코미노 마사히코, 와타나베 하루 | 제23권 제3화(제213화) - 제6화(제216화)                        |
| 제36화         | ホル・ホースとボインゴ その1 호루 호스토 보인고 소노 이치[*]                                    | 홀 호스와 보잉고 1             | 코바야시 야스코   | 니시다 마사요시              | 마치타니 슌스케                                   | 이시모토 슌이치, 이토 키미타카, 차명준 | 제22권 제9화(제210화), 제23권 제7화(제217화) - 제9화(제219화) |
| 제37화         | ホル・ホースとボインゴ その2 호루 호스토 보인고 소노 니[*]                                      | 홀 호스와 보잉고 2             | 코바야시 야스코   | 요시다 타이조                | 마모리 타이스케                                   | 신형우, 이은영, 최희은 | 제23권 제9화(제219화) - 제24권 제2화(제221화)                 |
| 제38화         | 地獄の門番ペット・ショップ その1 지고쿠노 몬반 펫토 숏푸 소노 이치[*]                           | 지옥의 문지기 펫 숍 1          | 스즈키 켄이치     | 스즈키 켄이치                | 요시카와 시가츠                                   | 요코야마 켄지, 세키자키 타카아키 | 제24권 제3화(제222화) - 제6화(제225화)                        |
| 제39화         | 地獄の門番ペット・ショップ その2 지고쿠노 몬반 펫토 숏푸 소노 니[*]                             | 지옥의 문지기 펫 숍 2          | 스즈키 켄이치     | 스즈키 켄이치                | 후지모토 지로                                     | 신형우, 최희은, 이은영 | 제24권 제6화(제225화) - 제8화(제227화)                        |
| 제40화         | ダービー・ザ・プレイヤー その1 다비 자 푸레이야 소노 이치[*]                                    | 다비 더 플레이어 1             | 후데야스 카즈유키 | 소에지마 야스후미            | 소에지마 야스후미                                 | 차명준, 야마모토 아키히로 | 제24권 제8화(제227화) - 제25권 제4화(제232화)                 |
| 제41화         | ダービー・ザ・プレイヤー その2 다비 자 푸레이야 소노 니[*]                                      | 다비 더 플레이어 2             | 후데야스 카즈유키 | 타마무라 진                  | 마모리 타이스케                                   | 나카야 사토루, 와타나베 하루, 이토 키미타카 | 제25권 제4화(제232화) - 제8화(제236화)                        |
| 제42화         | 亜空の瘴気 ヴァニラ・アイス その1 아쿠노 쇼키 우아니라 아이스 소노 이치[*]                      | 아공간의 독기 바닐라 아이스 1  | 이노츠메 신이치   | 마치타니 슌스케              | 마치타니 슌스케, 오사다 에리                      | 아베 히사시 | 제25권 제8화(제236화) - 제26권 제3화(제240화)                 |
| 제43화         | 亜空の瘴気 ヴァニラ・アイス その2 아쿠노 쇼키 우아니라 아이스 소노 니[*]                        | 아공간의 독기 바닐라 아이스 2  | 이노츠메 신이치   | 카토 토시유키                | 타카무라 유타                                     | 이시모토 슌이치, 이토이 메구미 | 제26권 제3화(제240화) - 제7화(제244화)                        |
| 제44화         | 亜空の瘴気 ヴァニラ・アイス その3 아쿠노 쇼키 우아니라 아이스 소노 산[*]                        | 아공간의 독기 바닐라 아이스 3  | 이노츠메 신이치   | 요시다 타이조                | 에조에 히토미                                     | 요코야마 켄지, 야마모토 아키히로, 차명준 | 제26권 제7화(제244화) - 제27권 제1화(제247화)                 |
| 제45화         | DIOの世界 その1 데이오노 세카이 소노 이치[*]                                                    | 디오의 세계 1                  | 야스카와 쇼고     | 니시다 마사요시              | 요시카와 시가츠                                   | 니시무라 아야, 차명준 | 제27권 제2화(제248화) - 제6화(제252화)                        |
| 제46화         | DIOの世界 その2 데이오노 세카이 소노 니[*]                                                      | 디오의 세계 2                  | 야스카와 쇼고     | 카토 토시유키                | 카토 토시유키                                     | 코미노 마사히코, 아시야 코헤이 | 제27권 제6화(제252화) - 제10화(제256화)                       |
| 제47화         | DIOの世界 その3 데이오노 세카이 소노 산[*]                                                      | 디오의 세계 3                  | 코바야시 야스코   | 츠다 나오카츠                | 마모리 타이스케, 타카무라 유타, 소에지마 야스후미 | 신형우, 이은영 | 제27권 제10화(제256화) - 제28권 제6화(제262화)                |
| 제48화         | 遥かなる旅路 さらば友よ 하루카나루 다비지 사라바 도모요[*]                                      | 아득한 여정, 안녕 친구여       | 코바야시 야스코   | 스즈키 켄이치, 카토 토시유키 | 요시카와 시가츠, 마치타니 슌스케, 카토 토시유키   | 코미노 마사히코, 아시야 코헤이, 야마모토 아키히로, 니시무라 아야, 차명준, 이토 키미타카, 호타니 유키토시(메카닉)                                         | 제28권 제6화(제262화) - 제9화(제265화)                        |

### 서드 시즌 《다이아몬드는 부서지지 않는다》
| 화 수 | 원어 부제                                                          | 번역 부제                               | 각본            | 그림 콘티       | 연출            | 작화 감독                                                                  | 원작                                          |
| ----- | ------------------------------------------------------------------ | --------------------------------------- | --------------- | --------------- | --------------- | -------------------------------------------------------------------------- | --------------------------------------------- |
| 제1화 | 空条承太郎! 東方仗助に会う 구조 조타로 히가시카타 조스케니 아우[*] | 쿠죠 죠타로! 히가시카타 죠스케와 만나다 | 코바야시 야스코 | 츠다 나오카츠   | 타카무라 유타   | 니시이 테루미, 이시키 슌이치, 미무로 켄타(액션), 야나기자와 타카시(메카닉) | 제29권 제1화(제266화) - 제4화(제269화)        |
| 제2화 | 東方仗助! アンジェロに会う 히가시카타 조스케 안지에로니 아우[*]    | 히가시카타 죠스케! 안젤로와 만나다      | 코바야시 야스코 | 카토 토시유키   | 카토 토시유키   | 이시모토 슌이치                                                            | 제29권 제4화(제269화) - 제8화(제273화)        |
| 제3화 | 虹村兄弟 その1 니지무라 교다이 소노 이치[*]                        | 니지무라 형제 1                         | 코바야시 야스코 | 요시다 타카히코 | 요시다 타카히코 | 나카시키 사오리                                                            | 제29권 제8화(제273화) - 제30권 제2화(제276화) |
| 제4화 | 虹村兄弟 その1 니지무라 교다이 소노 이치[*]                        | 니지무라 형제 2                         | 요시다 타카히코 | 요시다 타카히코 | 나카시키 사오리 | 제29권 제9화(제274화) - 제30권 제3화(제276화)                              |                                               |

## 참조

### 주해
1. ↑  2021년 12월 1일에 넷플릭스에서 선행 착신.
2. ↑  2022년 9월 1일에 넷플릭스에서 선행 착신.
3. ↑  2022년 12월 1일에 넷플릭스에서 선행 착신.
4. ↑  en:Roundabout (song)도 참조.